# 焙炒造り
焙炒造り（ばいしょうづくり）とは、日本酒の現代の製法の一つで、日本酒の現代の製法の一つ。高温糖化法、高熱液化仕込みは仕込みが高温で行われることに対し、こちらは酒米そのものを熱風処理されるものである。大手酒造メーカーの宝酒造によって開発された方法。融米造り（ゆうまいづくり）と同じく、伝統的な工芸品というよりも、時代に即した近代的工業製品として日本酒をとらえているところが大きな特徴である。その点に関して今もって賛否両論がある。

## 製法
- まず米を精米する。
- 精白された米に200℃〜400℃ほどの熱風を当てる。
- これを麹や酵母とともにタンクへ送り発酵を待つ。そうすると、従来の伝統的方法よりもはるかに容易に、また原材料・人件費などのコストも無駄なく安価に、日本酒を製造することができる。

## 長所ならびに賛同的意見
- 米を無駄なく使うことができる。
- 時間と労力が短縮できる。
- もろみの調整がしやすい。
- 普通に蒸すよりも淡麗辛口に仕上がる（焙炒造りの上撰・佳撰の日本酒度は+10。一般的な豪快の上撰・佳撰は+4）。
- 近代的な管理が行き届き、工業製品として在庫状況などに柔軟に対応できる。
- 日本酒の国内消費低迷期、販売不振、人件費や諸経費の高騰という難しい時期に、手軽に酒を製造し販売出来るという光明を開いた。
- 酒に詳しい消費者はよく、これでは実質価格の約2倍近い小売価格などというが、小売価格は実勢価格に基づいて決まってくるものであり、宣伝その他にも経費はかかるわけであり、消費者選択がその実勢価格で商品を選んでいればその選択を尊重すべきである。

## 短所ならびに批判的意見
- アミノ酸が少なく、香味がうすい。
- 製造の過程で“かす”(液化粕)が出るが、“酒粕”として使用することが出来ず、産業廃棄物として処理される。[1]
- 酒質が品格がなく腰がない。